# Atheta districta
Atheta districta är en skalbaggsart som beskrevs av Thomas Casey 1911. Atheta districta ingår i släktet Atheta och familjen kortvingar. Inga underarter finns listade i Catalogue of Life.